# Nissan Silvia
Nissan Silvia är en sportbil som tillverkades av den japanska biltillverkaren Nissan Motor Co. Ltd i sju generationer mellan 1965 och 2002.

## Nissan Silvia CSP311
Efter framgångarna med sportbilen Datsun Fairlady satsade Nissan på en lyxigare, täckt coupé. Bilen visades på bilsalongen i Tokyo 1964 under namnet Datsun Coupe 1500, men när den gick i produktion våren 1965 hade den bytt namn till Nissan Silvia. Chassi och motor kom från Fairlady-modellen men bilen hade en helt ny täckt kaross ritad av den tysk-amerikanske formgivaren Albrecht von Goertz. Silvian var dubbelt så dyr som Fairladyn och Nissan räknade aldrig med att sälja några stora volymer. Därför tillverkades inga pressverktyg utan varje kaross knackades fram för hand.  Bara ett fåtal bilar såldes utanför Japan så alla Silvia av första generationen var högerstyrda.
Versioner:
| Modell | Motor              | Cylindervolym | Effekt | Bränslesystem    |
| ------ | ------------------ | ------------- | ------ | ---------------- |
| CSP311 | 4-cyl radmotor ohv | 1595 cm³      | 77 hk  | Dubbla förgasare |

## Nissan Silvia S10
Namnet Silvia återkom 1975 på en bil avsedd att konkurrera med Toyotas framgångsrika Celica. Silvia S10 delade chassi med Datsun Sunny, med stel bakaxel och antik bladfjädring. Motorerna hämtades från den större Bluebird-modellen. 
Versioner:
| Modell | Motor               | Cylindervolym | Effekt | Bränslesystem      |
| ------ | ------------------- | ------------- | ------ | ------------------ |
| 180    | 4-cyl radmotor SOHC | 1770 cm³      | 98 hk  | Enkel förgasare    |
| 180 GX | 4-cyl radmotor SOHC | 1770 cm³      | 108 hk | Bränsleinsprutning |
| 200    | 4-cyl radmotor SOHC | 1952 cm³      | 95 hk  | Bränsleinsprutning |

## Nissan Silvia S110
Den tredje generationen Silvia fanns även som tredörrars halvkombi. Den såldes på hemmamarknaden under namnet Nissan Gazelle. Det var den första Silvian som fanns med turbomotor. 

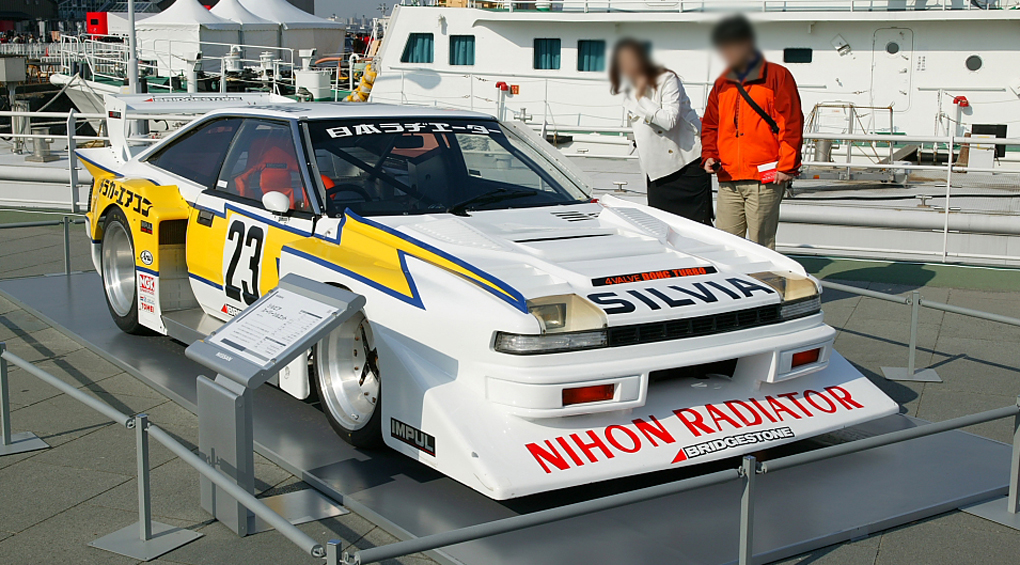
Super silhouette formula

Versioner:
| Modell | Motor               | Cylindervolym | Effekt | Bränslesystem             |
| ------ | ------------------- | ------------- | ------ | ------------------------- |
| 180    | 4-cyl radmotor SOHC | 1770 cm³      | 98 hk  | Enkel förgasare           |
| 180 GX | 4-cyl radmotor SOHC | 1770 cm³      | 108 hk | Bränsleinsprutning        |
| Turbo  | 4-cyl radmotor SOHC | 1770 cm³      | 135 hk | Bränsleinsprutning, turbo |
| 200    | 4-cyl radmotor SOHC | 1952 cm³      | 101 hk | Bränsleinsprutning        |
| 200 DE | 4-cyl radmotor DOHC | 1990 cm³      | 150 hk | Bränsleinsprutning        |

## Nissan Silvia S12
Silvia S12 såldes i Sverige som Nissan 180ZX. På den nordamerikanska marknaden fanns den även med V6-motor. Modellen fanns inledningsvis som cabriolet men den försvann snart på grund av liten efterfrågan.
Versioner:
| Modell    | Motor               | Cylindervolym | Effekt | Bränslesystem             |
| --------- | ------------------- | ------------- | ------ | ------------------------- |
| 180 Turbo | 4-cyl radmotor SOHC | 1809 cm³      | 135 hk | Bränsleinsprutning, turbo |
| 200       | 4-cyl radmotor SOHC | 1974 cm³      | 115 hk | Bränsleinsprutning        |
| 200 DE    | 4-cyl radmotor DOHC | 1990 cm³      | 150 hk | Bränsleinsprutning        |
| 200 Turbo | 4-cyl radmotor DOHC | 1990 cm³      | 190 hk | Bränsleinsprutning, turbo |
| 300       | 6-cyl V-motor SOHC  | 2960 cm³      | 160 hk | Bränsleinsprutning        |

## Nissan Silvia S13
Den femte generationen fick ett nytt avancerat chassi med multilänkaxel bak och fyrhjulsstyrning som tillval.
Versioner:
| Modell    | Motor               | Cylindervolym | Effekt | Bränslesystem             |
| --------- | ------------------- | ------------- | ------ | ------------------------- |
| 180       | 4-cyl radmotor DOHC | 1809 cm³      | 130 hk | Bränsleinsprutning        |
| 180 Turbo | 4-cyl radmotor DOHC | 1809 cm³      | 171 hk | Bränsleinsprutning, turbo |
| 200       | 4-cyl radmotor DOHC | 1998 cm³      | 150 hk | Bränsleinsprutning        |
| 200 Turbo | 4-cyl radmotor DOHC | 1998 cm³      | 190 hk | Bränsleinsprutning, turbo |
| 240       | 4-cyl radmotor DOHC | 2389 cm³      | 155 hk | Bränsleinsprutning        |

## Nissan Silvia S14
Silvia S14 var den sista generationen som exporterades i någon större omfattning.
Versioner:
| Modell    | Motor               | Cylindervolym | Effekt | Bränslesystem             |
| --------- | ------------------- | ------------- | ------ | ------------------------- |
| 200       | 4-cyl radmotor DOHC | 1998 cm³      | 150 hk | Bränsleinsprutning        |
| 200 Turbo | 4-cyl radmotor DOHC | 1998 cm³      | 200 hk | Bränsleinsprutning, turbo |
| 240       | 4-cyl radmotor DOHC | 2389 cm³      | 155 hk | Bränsleinsprutning        |

## Nissan Silvia S15
Den sjunde och sista generationen av Silvia såldes bara i Japan samt Oceanien. Bilen fanns även som cabriolet med fällbart plåttak. Tillverkningen avslutades hösten 2002 som ett led i Nissan-Renaults arbete med att reducera antalet bilplattformar.
Versioner:
| Modell    | Motor               | Cylindervolym | Effekt | Bränslesystem             |
| --------- | ------------------- | ------------- | ------ | ------------------------- |
| 200       | 4-cyl radmotor DOHC | 1998 cm³      | 165 hk | Bränsleinsprutning        |
| 200 Turbo | 4-cyl radmotor DOHC | 1998 cm³      | 250 hk | Bränsleinsprutning, turbo |